# 山岸きくみ
山岸 きくみ（やまぎし きくみ）は、日本の脚本家。
三池崇史監督の『カタクリ家の幸福』や『一命』などを手がけた。

## フィルモグラフィー
- カタクリ家の幸福（2002年） - 脚本
- カンフーくん（2008年） - 原案
- 座頭市 THE LAST（2010年） - 脚本
- 一命（2011年） - 脚本
- 喰女-クイメ-（2014年） - 原作・脚本
- サムライマラソン 1855（2019年） - 脚本 ※斉藤ひろし、バーナード・ローズと共同